# المؤتمر من أجل الجمهورية
المؤتمر من أجل الجمهورية (بالفرنسية: Congrès pour la République)‏ هو حزب سياسي تونسي أسسه في 2001 المنصف المرزوقي، رئيس الرابطة التونسية للدفاع عن حقوق الإنسان بين 1989 و1994 ورئيس الجمهورية التونسية بين 2011 و2014. بعد الثورة التونسية في 2011، كان الحزب أحد الأطراف الحاكمة في تحالف الترويكا.

في 2016، أعلن أن الحزب سيندمج في حراك تونس الإرادة، الأمر الذي رفضه عدد من قيادات المؤتمر، وفي 21 يونيو من نفس السنة، قررت العدالة بطلان الاندماج بين الحزبين.

في 2 يناير 2017، أعلن حزب المؤتمر في بيان له أن المحكمة الابتدائية بتونس قررت ألا تسمع الدعوى في القضية التي قدمها رافضوا الاندماج، ما يعني تأكيد قرار الاندماج في حراك تونس الإرادة وإنهاء الوجود القانوني لحزب المؤتمر، مؤكدا في نفس الوقت أن أبواب حراك تونس الإرادة مفتوحة لكل المقتنعين بأفكاره. 

بالرغم من ذلك، واصل سمير بن عمر النشاط باسم الحزب، وتنظيم لقاءات في عدة أماكن من تونس وخارجها. وفي إطار المشاركة في الانتخابات التشريعية التونسية 2019، انخرط المؤتمر في مايو 2019 في تحالف انتخابي مع ائتلاف الكرامة، ولكن الجهتين أعلنت فك الارتباط بينهما في 27 يونيو 2019.

## التاريخ

### التأسيس
تأسس حزب المؤتمر من أجل الجمهورية يوم 25 يوليو 2001 على اثر التقاء عدد من المعارضين والمدافعين عن حقوق الإنسان والمساجين السياسيين السابقين من مشارب فكرية مختلفة. وتأسس على يد 31 شخصا من بينهم المنصف المرزوقي (رئيس) ونزيهة رجيبة أو أم زياد  (أمينة عامة) وعبد الرؤوف العيادي (نائب رئيس وسمير بن عمر (أمين مال) ومحمد شكرون (رئيس فخري) وكذلك المحامون محمد عبو وسليم بن حميدان وعبد الوهاب معطر وعماد الدايمي وعمر الشتوي والجامعي فتحي الجربي.

في بيانه التأسيسي، قال الحزب أن هدفه هو إرساء لأول مرة في تاريخ تونس نظام جمهوري يضمن حرية التعبير والتنظيم والتظاهر، وكذلك إقامة انتخابات حرة ونزيهة ويضمنها مراقبون وطنيون ودوليون. يطالب المؤتمر أيضا بإقرار دستور جديد يقر الفصل التام بين السلط التنفيذية والتشريعية والقضائية، واحترام حقوق الإنسان والمساواة بين الجنسين. كذلك، يدعو المؤتمر إلى إعادة التفاوض حول الالتزامات التونسية نحو الاتحاد الأوروبي ودعم حقوق الشعوب في تقرير مصيرها، ولا سيما في دعم الشعب الفلسطيني. اعتمد المؤتمر منذ تأسيسه منهجًا فكريا ينطلق من الهوية العربية الإسلامية ومن القيم والأفكار التحررية الإنسانية.

### السنوات 2000
في 2002، وفي حكم نظام زين العابدين بن علي، منع الحزب من النشاط ورفضت السلطات التونسية منحه الترخيص القانوني والاعتراف به، واضطرت قياداته للبقاء في المنفى خارج تونس، الشيء الذي سمح للحزب بالنشاط في الخارج، خاصة في فرنسا حتى 2011، ولكن ذلك لم يمنعه من النشاط العلني لبعض عناصره في البلاد.

في 2005، شارك الحزب في إضراب عن الطعام للاحتجاج على السلطة، وانضم لهيئة 18 أكتوبر للحقوق والحريات إلى جانب شخصيات وأحزاب أخرى مثل حركة النهضة والحزب الديمقراطي التقدمي وحزب العمال الشيوعي التونسي.

تعرضت قياداته ومناصريه كبقية قوى المعارضة إلى الملاحقات والتعذيب والسجن والتعنيف.

### بعد الثورة
بعد الثورة التونسية في 2011، تحصل الحزب على التأشيرة القانونية في 8 مارس 2011 وبدأ نشاطه السياسي كبقية الأحزاب.

شارك المؤتمر في انتخابات 23 أكتوبر 2011 لانتخاب المجلس الوطني التأسيسي، وفاز ب29 مقعد من جملة 217 مقعدا في المجلس وأصبح بذلك ثاني قوة في البرلمان بعد حركة النهضة (89 مقعدا)، بعد تحصله على 041 353 صوت (8.71%).

في 12 ديسمبر، انتخب المنصف المرزوقي في منصب رئيس الجمهورية التونسية من قبل نواب المجلس التأسيسي.

في 24 ديسمبر، تكونت حكومة حمادي الجبالي وكان المؤتمر من بين الأحزاب الثلاثة المكونة لتحالف الترويكا الحاكمة، وكان له 4 وزراء وكاتبي دولة، ثم واصل في حكومة علي العريض ب3 وزراء.

شارك المؤتمر في فانتخابات 26 أكتوبر 2014 لانتخاب مجلس نواب الشعب، وتحصل على 4 مقاعد فقط من جملة 217، بعد تحصله على 942 72 صوت (2.14%)، وأصبح في المعارضة.

### حل الحزب واندماجه
في 14 فبراير 2016، أعلن المؤتمر اندماجه في حزب حراك تونس الإرادة، إلا أن قيادات من المؤتمر مثل سمير بن عمر وعبد الوهاب معطر رفضوا الاندماج. في 22 فبراير، أعلن بن عمر إرساء إدارة مؤقتة، يترأسها هو، وتقديم قضية في عماد الدايمي والذين يدعمون الاندماج مع الحراك، الذي يقول أنه لا يوجد بينهم أي صلة. بعد إجراء استعجالي في 26 فبراير، تم تحديد جلسة محاكمة في 23 مارس. لكن في 4 مارس، قررت المحكمة الابتدائية بتونس أبطلت المؤتمر الاستثنائي الذي قرر اندماج المؤتمر للحراك. في نفس الوقت، سحب الشق المعارض للاندماج الثقة من الأمين العام عماد الدايمي وعين سمير بن عمر في مكانه. في 3 مايو، قرر المنشقون مؤتمرا استثنائيا في 25 يوليو. في 10 يونيو 2016، رفع سمير بن عمر قضية في حق عماد الدايمي بسبب نقل أملاك المؤتمر نحو الحراك. في 21 يونيو في الاستئناف، قررت المحكمة إبطال قرار الاندماج.

في 2 يناير 2017، أعلن حزب المؤتمر في بيان له أن المحكمة الابتدائية بتونس قررت بعدم سماع الدعوى في القضية التي قدمها رافضوا الاندماج، ما يعني تأكيد قرار الاندماج في حراك تونس الإرادة وإنهاء الوجود القانوني لحزب المؤتمر، مؤكدا في نفس الوقت أن أبواب حراك تونس الإرادة مفتوحة لكل المقتنعين بأفكاره. 

بالرغم من ذلك، واصل سمير بن عمر النشاط باسم الحزب، وتنظيم لقاءات في عدة أماكن من تونس وخارجها. وفي إطار المشاركة في الانتخابات التشريعية التونسية 2019، انخرط المؤتمر في مايو 2019 في تحالف انتخابي مع ائتلاف الكرامة، ولكن الجهتين أعلنت فك الارتباط بينهما في 27 يونيو 2019.

## القادة

### الرئيس والأمين العام
| العهدة                         | الاسم              | الصفة                      |
| ------------------------------ | ------------------ | -------------------------- |
| 24 يوليو 2001 - 13 ديسمبر 2011 | المنصف المرزوقي    | الرئيس                     |
| 13 ديسمبر 2011 - 19 أبريل 2012 | عبد الرؤوف العيادي | الأمين العام (مؤقت)        |
| 19 أبريل - 13 مايو 2012        | هيثم بلقاسم        | الأمين العام (مؤقت)        |
| 13 مايو 2012 - 14 مارس 2013    | محمد عبو           | الأمين العام               |
| 31 مارس 2013 - 2 يناير 2017    | عماد الدايمي       | الأمين العام (متنازع عليه) |
| 27 مارس 2016 - 2 يناير 2017    | سمير بن عمر        | الأمين العام (متنازع عليه) |

### المكتب السياسي
- الأمين العام: عماد الدايمي وسمير بن عمر (متنازع عليه)
- الأعضاء: سليم بن حميدان، عدنان منصر، سهام بادي، عمر الشتوي، طارق الكحلاوي، هيثم بلقاسم، عبد الوهاب معطر.

الهادي بن عباس قدم استقالته بسبب خلافات عميقة في الرؤية السياسية للحزب وذلك في 26 يوليو 2013. عزيز كريشان استقال كذلك لنفس الأسباب في 19 ديسمبر من نفس السنة.

### شخصيات
- المنصف المرزوقي: رئيس الجمهورية التونسية بين 2011 و2014.
- عماد الدايمي: رئيس مكتب رئيس الجمهورية التونسية بين 2011 و2013.
- سهام بادي: وزيرة المرأة في حكومة حمادي الجبالي ثم حكومة علي العريض.
- سليم بن حميدان: وزير أملاك الدولة في حكومة حمادي الجبالي ثم حكومة علي العريض.
- عبد الوهاب معطر: وزير التكوين المهني والتشغيل في حكومة حمادي الجبالي ثم حكومة علي العريض.
- محمد عبو: وزير معتمد لدى رئيس الحكومة مكلف بالإصلاح الإداري في حكومة الجبالي.
- الهادي بن عباس: كاتب دولة لدى وزير الشؤون الخارجية مكلف بالشؤون الأمريكية والآسيوية في حكومة الجبالي.
- هشام بن جامع: كاتب دولة لدى وزير الشباب والرياضة مكلف بالشباب في حكومة الجبالي.

## الأداء الإنتخابي
| تاريخ الانتخابات       | عدد الأصوات            | نسبة الأصوات           | عدد المقاعد            | النتيجة                       |
| المجلس الوطني التأسيسي | المجلس الوطني التأسيسي | المجلس الوطني التأسيسي | المجلس الوطني التأسيسي | المجلس الوطني التأسيسي        |
| 2011                   | 353,041                | 8.71%                  | 29 / 217               | ضمن الائتلاف الحاكم الترويكا. |
| مجلس نواب الشعب        | مجلس نواب الشعب        | مجلس نواب الشعب        | مجلس نواب الشعب        | مجلس نواب الشعب               |
| 2014                   | 69,794                 | 2.05%                  | 4 / 217                | في المعارضة.                  |
| ---------------------- | ---------------------- | ---------------------- | ---------------------- | ----------------------------- |

## مقالات ذات صلة
- قائمة الأحزاب السياسية في تونس
- الترويكا (تونس)
- حراك تونس الإرادة